# Onde d'Alfvén
Pour les articles homonymes, voir onde (homonymie).

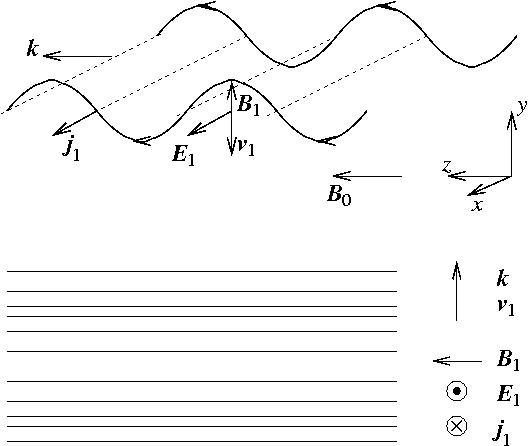
Illustration des champs dans les ondes magnétohydrodynamiques. La partie supérieure montre comment les ondes d'Alfvén peuvent être considérées comme des ondulations des lignes de champ magnétique ; la partie inférieure montre comment le champ magnétique est densifié et aminci dans une onde magnétosonique. Symboles : B0 est le champ magnétique non perturbé dans le plasma ; k est le vecteur d'onde, indiquant la direction de propagation de l'onde ; B1, E1, v1 et j1 sont les perturbations causées par l'onde dans le champ magnétique, le champ électrique, la vitesse du plasma et le courant électrique, respectivement.

Les ondes d'Alfvén, nommées d’après Hannes Alfvén, sont des ondes magnétohydrodynamiques que l'on rencontre dans les plasmas et, plus généralement, dans les fluides à conductivité électrique élevée. Ce sont des ondes incompressibles, car, contrairement aux ondes sonores, elle ne s'accompagnent d'aucune variation de la pression dans le fluide.  En se propageant, l'onde induit un déplacement du fluide dans la direction transverse à la direction du champ magnétique. En vertu du Théorème d'Alfvén, le déplacement entraine, et déforme, les lignes de champ magnétique jusqu'à ce que la tension magnétique induite par la déformation soit devenue suffisamment intense pour inverser le mouvement et ramener le fluide à sa position initiale. L'onde avance donc par un échange entre la force d'inertie et la tension magnétique, de façon similaire au cas de la propagation d'une onde sur une corde. L’onde se déplace en général dans la direction du champ magnétique, bien qu'une propagation oblique soit possible. Le mouvement du fluide et de la perturbation magnétique se font dans la même direction. Cette perturbation étant perpendiculaire à la direction de propagation, les ondes d'Alfvén appartiennent à la catégorie des ondes transversales. 
La vitesse de propagation {\displaystyle v_{A}} de ce type d'onde, est donnée en SI par :
{\displaystyle v_{A}={\frac {B}{\sqrt {\mu _{0}\rho }}}}
où {\displaystyle B} représente l'intensité du champ magnétique (induction), {\displaystyle \mu _{0}\,}est la perméabilité magnétique du vide, et {\displaystyle \rho } est la masse volumique totale des particules chargées du plasma.
Les ondes d'Alfvén sont très répandues dans les plasmas spatiaux et astrophysiques. Dans la couronne solaire,  {\displaystyle v_{A}} est de l'ordre de 1 500 km/s à 5 000 km/s . Dans le milieu interplanétaire, notamment au niveau de l'orbite Terrestre, à 1 UA du Soleil, la vitesse d'Alfvén est de l'ordre de 50 km/s.

## Biographie
- Alfvèn, H. « Cosmic Plasma », Holland, 1981.
- Otani, N. F., « Application of Nonlinear Dynamical Invariants in a Single Electromagnetic Wave to the Study of the Alfvén-Ion-Cyclotron Instability »(Archive.org • Wikiwix • Archive.is • Google • Que faire ?)", Physics of Fluids 31, 1456-1464 (1988).
- Silberstein, M., and N. F. Otani, « Computer simulation of Alfvén waves and double layers along auroral magnetic field lines », Journal of Geophysical Research 99, 6351-6365 (1994). (PDF)
- Cramer, N. F., and S. V. Vladimirov, « Alfvén Waves in Dusty Interstellar Clouds ». PASA, 14 (2).
- Otani, N. F., « The Alfvén ion-cyclotron instability, simulation theory and techniques », Journal of Computational Physics 78, 251-277, (1988).